# APM
Advanced Power Management (APM) — набір функцій (API), що дозволяє програмам керувати параметрами енергоспоживання персонального комп'ютера, сумісного з IBM PC.
Розроблено в 1992 р. компаніями Microsoft і Intel. Версія 1.2, розроблена в 1996 році, була останньою. ACPI був розроблений як заміна APM. Microsoft припинила підтримку APM починаючи з Windows Vista. Реалізований на рівні BIOS.
APM використовує багаторівневий підхід до управління пристроями. Програми (а також драйвери) звертаються до операційної системи (драйверу APM). Далі ОС звертається до APM сумісного BIOS, який управляє обладнанням.
Обмін повідомленнями проходить у двох напрямках:
- Від BIOS до APM драйверу ОС
- APM драйвер посилає інформацію та запити в BIOS через виклики процедур. У цьому випадку APM драйвер є посередником між BIOS і операційною системою.

## Події управління живленням
Існує 12 станів / подій пов'язаних з управлінням електроживленням (таких як standby, suspend або resume запити, а також повідомлення про слабкий заряд батареї), плюс події додані виробниками плат і периферії. Ці події надсилаються від APM BIOS операційній системі, і драйвер регулярно перевіряє наявність таких подій.

## APM функції
Існує 21 процедура, які драйвер може використовувати, щоб отримати інформацію про електропостачання або ж запросити зміну електроживлення. Наприклад: оповістити BIOS про використання процесора і, якщо процесор мало використовується, то BIOS може перевести його на знижене енергоспоживання або ж перевести назад в нормальний режим. Також драйвер може дізнатися стан електроживлення пристрою або ж перевести пристрій в інший режим.

## Стани живлення
Специфікація APM визначає стани живлення системи та стани живлення пристроїв.

### Стани живлення системи
- Включений: комп'ютер включений і жоден з пристроїв не перебуває в режимі збереження.
- APM включений: комп'ютер включений і використовується управління електроживленням.
- APM Standby: більшість пристроїв перебуває в режимі збереження. Процесор або в режимі збереження або взагалі вимкнений. Стан системи збережено і може бути швидко відновлено рухом миші або натисканням клавіші клавіатури. Як правило інформація зберігається в пам'ять, чим і обумовлена швидкість відновлення в нормальний стан.
- APM Suspend: більшість пристроїв вимкнено, але стан системи збережено (на жорсткий диск, наприклад). Відновлення роботи займає більше часу.
- Вимкнено: комп'ютер повністю вимкнений.

### Стани живлення пристроїв
Пристрої також можуть підтримувати APM. Пристрої можуть підтримувати APM повністю або частково.
- Пристрій включено: пристрій повністю функціонує.
- Управляється APM: пристрій включено, але деякі функції відключені або знижена продуктивність.
- Енергоощадний режим: пристрій не працює але живлення надходить, так, що пристрій може швидко «прокинутися».
- Виключено: пристрій вимкнений, живлення не подається.